# Extract-Schreiben oder Europaeische Zeitung
Die Extract-Schreiben oder Europaeische Zeitung war eine zweimal wöchentlich erscheinende Zeitung, die zwischen 1686 und 1706 in Salzburg erschien. Bis 1700 hieß die Zeitung nur Extract-Schreiben. Sie erschien im Verlag von Johann Baptist Mayr.